# SV Wêz Handich
SV Wêz Handich is een korfbal- en tennisvereniging uit Rottevalle, gemeente Smallingerland, Friesland. Wêz Handich is een Friese naam en betekent: "Wees Handig".

## Geschiedenis
In 1925 werd een korfbalclub in Rottevalle opgericht. Nadat korfbal in Oudega gezien was moest dat er ook in Rottevalle komen. De club kreeg de naam Wêz Handich, dit was een idee van Wytske Atsma. Eerst werd er gekorfbald in een weiland van de familie Atsma omdat er verder geen plaats was. Destijds waren er zelfs twee korfbalverenigingen in Rottevalle KC Wêz Handich (zondag) en CKV DIO (zaterdag).
In 1928 werd de club weer opgeheven. Op 1 mei 1930 werd Wêz Handich weer opgericht. De club had destijds hoogtepunten en dieptepunten. Een van de grootste hoogtepunten was dat destijds ze in de KNKB 1e klasse hebben gespeeld. Dit was destijds het hoogste niveau wat behaalbaar was in Nederland. In 1967 kwam er een korfbalveld in het dorp en in 1980 kwam er een voetbalveld bij.

## Algemeen
De vereniging is opgericht op 1 mei 1930 als korfbalvereniging. Later kwam er een, inmiddels niet meer bestaande, gymnastiekvereniging bij; deze werd in 1969 uitgebreid met een onderafdeling volleybal (volleybalvereniging Wêz Handich) In 1994 werd de tennisvereniging opgericht, deze is niet aangesloten bij de KNTLB. Thuisbasis is het  sportcomplex “It Hagehiem” en in de zaal speelt Wêz Handich in de dùnoardhal, in Houtigehage. Al een paar jaar heeft de korfbalclub een goede samenwerking met KF DOW uit Oostermeer en sinds 2021 ook met KV TFS uit Drachtstercompagnie. 

## Korfbal
Sinds 2009 heeft de korfbalafdeling een samenwerkingsverband met KF DOW (uit Oostermeer) , en sinds 2021 ook met KV TFS (uit Drachtstercompagnie). 
Het eerste korfbalteam speelt in de 1e klasse op het veld en in de zaalcompetitie. In het veldseizoen 2017/18 degradeerde Wêz Handich/DOW naar de 2e klasse, maar in het seizoen daarna (2018/19) werd Wêz Handich/DOW kampioen en promoveerde weer naar de 1e klasse. 21/22 promoveerde de vereniging bijna naar de overgangsklasse in de zaal terwijl op het veld de vereniging degradeerde naar de 2e Klasse. In de zaal speelt Wêz Handich/DOW in de Dúnoardhal in Houtigehage. De combivereniging voor korfbal heeft zes competatieve teams, vier recreatieve teams en een aantal jeugdteams. De A1 van Wêz Handich speelt A-junioren 2e Klasse.  